# Windelberg
Das Naturschutzgebiet Windelberg liegt direkt nordwestlich der Ortschaft in der Gemeinde Börger im Landkreis Emsland, Niedersachsen, 

## Naturschutzgebiet
Die Unterschutzstellung des Windelberges erfolgte bereits am 18. Januar 1938. Die aktuelle Verordnung über das Naturschutzgebiet datiert vom 30. Januar 2009 und wurde vom Landkreis Emsland erlassen. Das Schutzgebiet hat eine Größe von 16,3 Hektar und trägt das statistische Kennzeichen „NSG WE 28“. Es gehört zur naturräumlichen Region Ems-Hunte-Geest und Dümmer-Geestniederung.
Laut dem Landkreis Emsland erfolgt die Unterschutzstellung, „zur Erhaltung, Pflege und Entwicklung des Windelberges als Lebensstätte schutzsbedürftiger Tier- und Pflanzenarten sowie als Landschaft von besonderer Seltenheit, Eigenart, Vielfalt und herausragender Schönheit“.
Das Naturschutzgebiet liegt vollständig innerhalb des von der Wehrtechnischen Dienststelle für Waffen und Munition (WTD 91) genutzten Schießplatzes Meppen.

## Natur und Landschaft
Das Schutzgebiet befindet sich auf einem Grundmoränenrücken, dem Hümmling. Es ist durch trockene Sandböden gekennzeichnet. Aufgrund der lang anhaltenden Nutzung als Heidefläche haben sich Podsole gebildet. Mit seinen Sandheiden, Wacholdergebüschen und Eichenwald dokumentiert es Formen früherer Landschaftsnutzungen. 
Im Gebiet sind auf diesen Binnenlanddünen trockene Sandheideflächen mit Besenheide, Ginsterarten wie Englischer Ginster und Behaarter Ginster, Heidelbeere, Preiselbeere und Krähenbeere vorhanden. Stellenweise tritt auch Sandtrockenrasen mit Silbergras und Straußgras hervor.
An Gehölzen sind strukturreiche Wacholdergebüsche und aus Niederwald hervorgegangener bodensaurer, von Stieleiche gebildeter Eichenwald vorhanden.

Pflanzenarten im NSG Windelberg
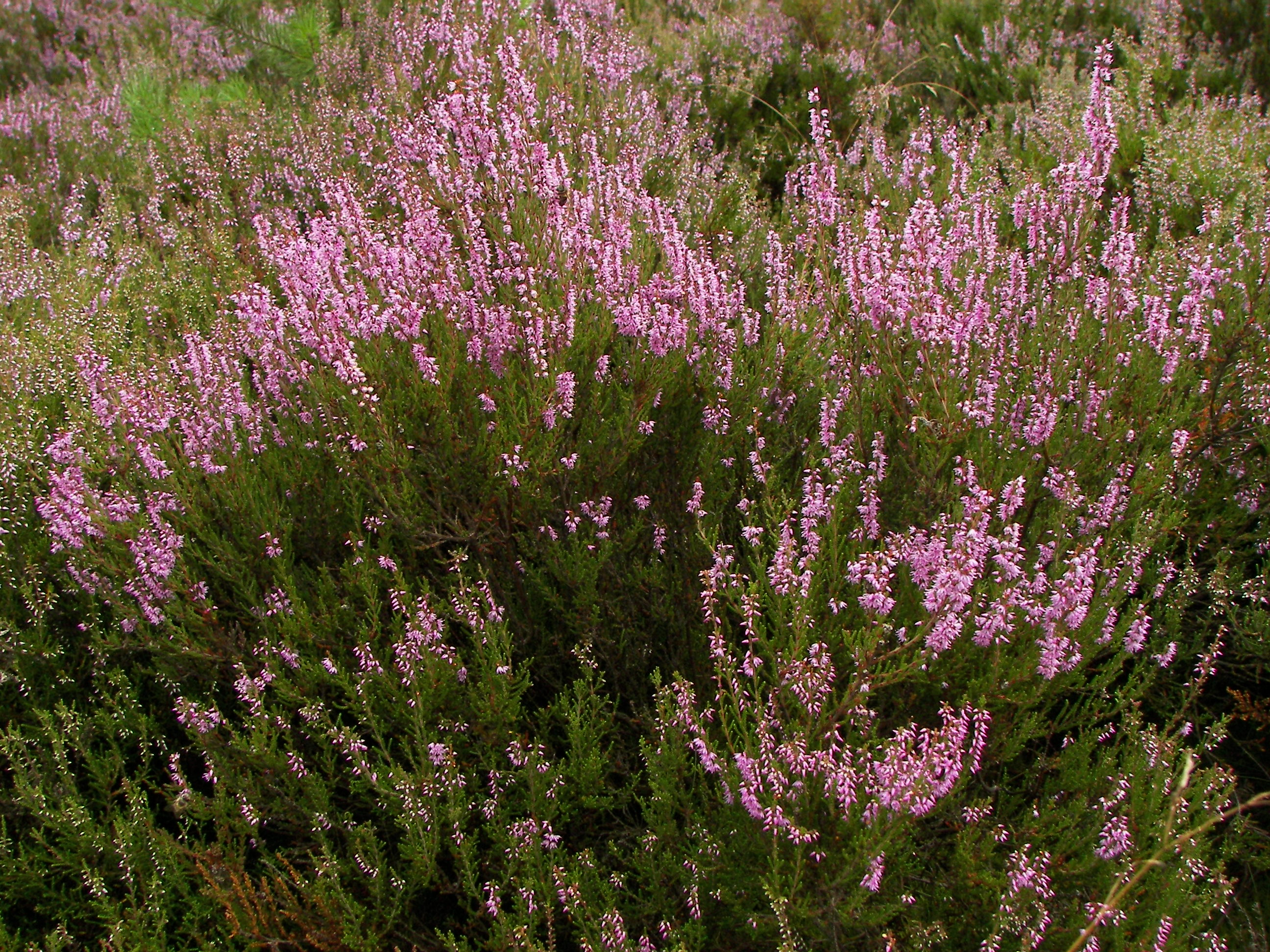
Besenheide
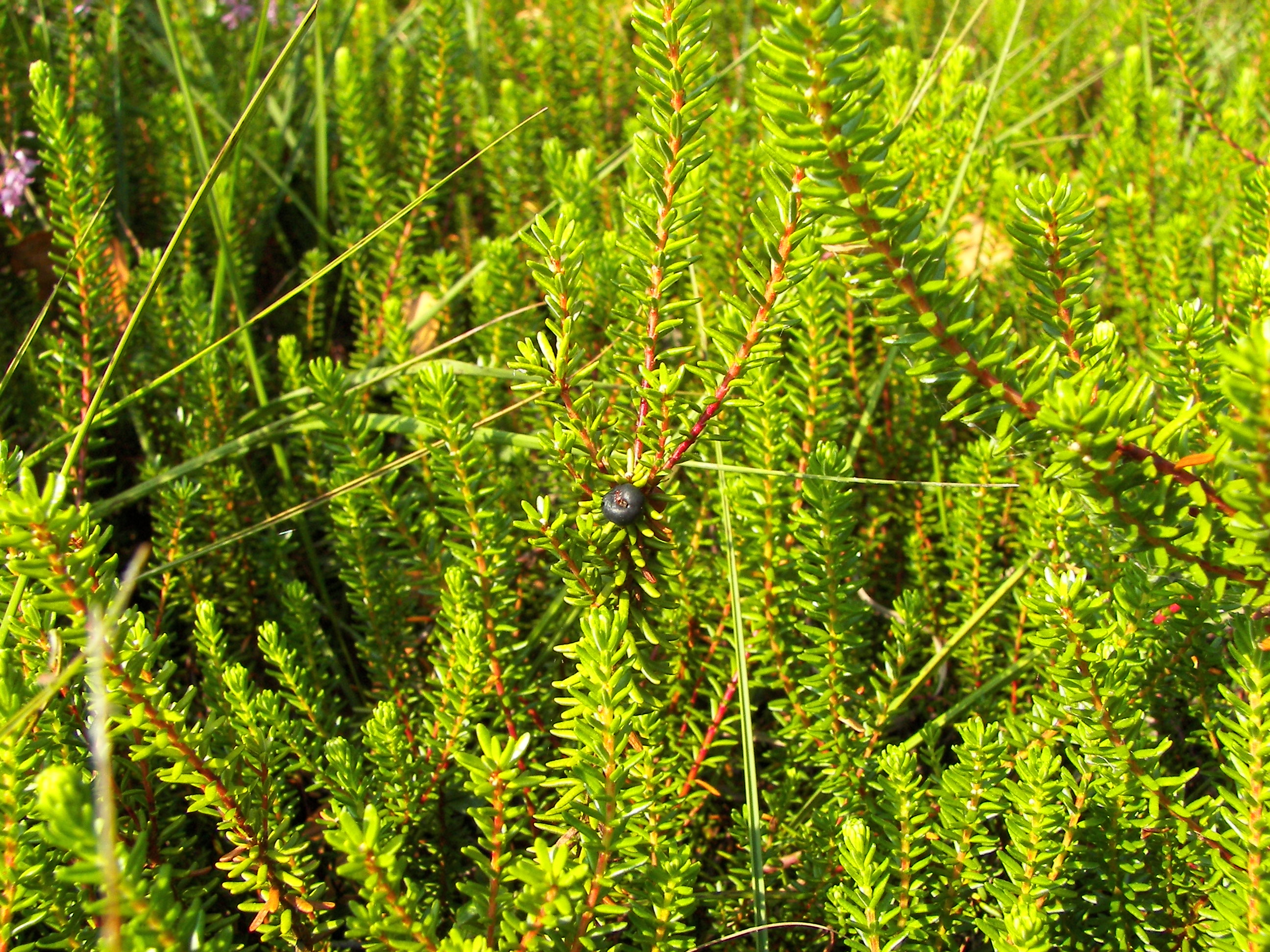
Krähenbeere
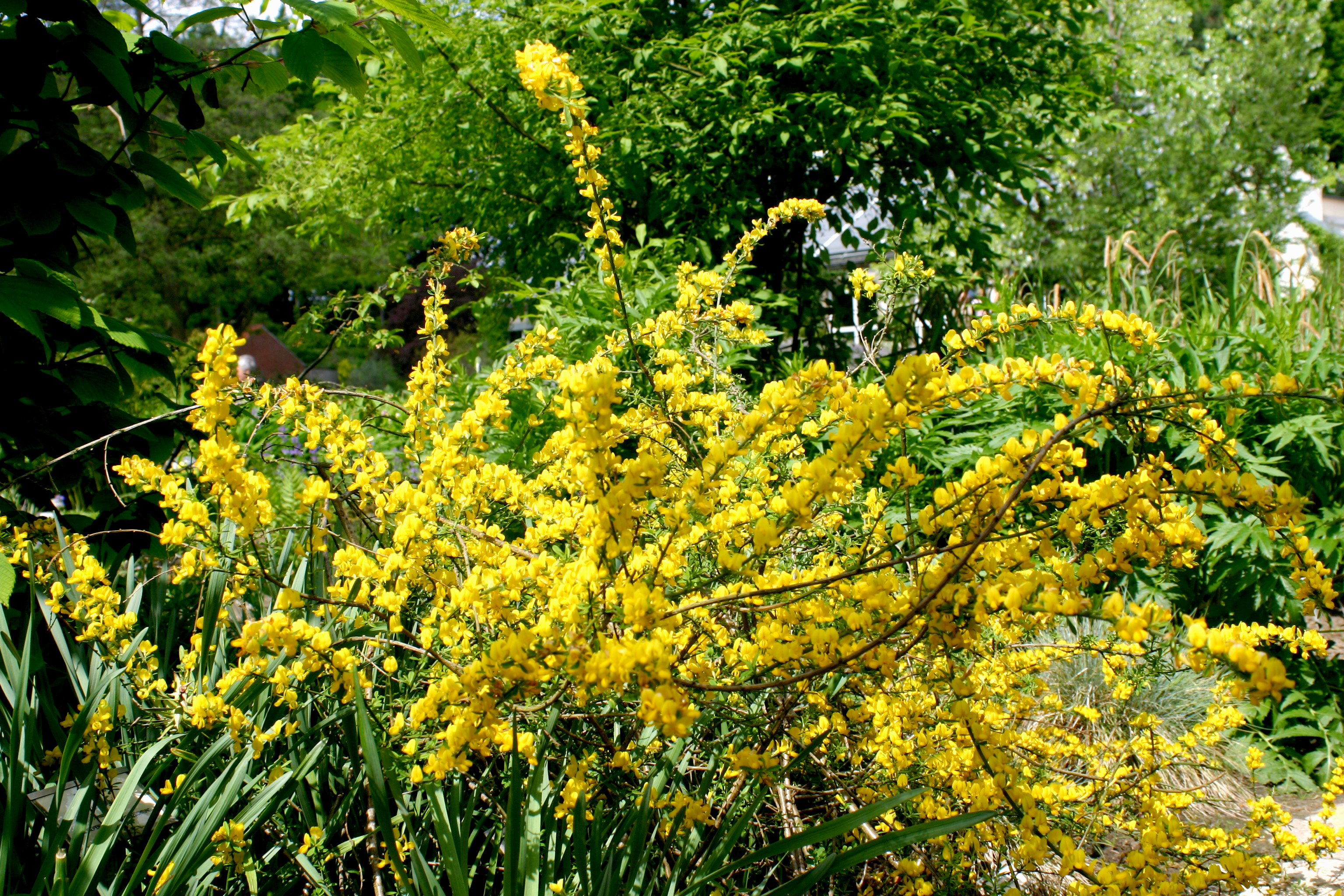
Behaarter Ginster
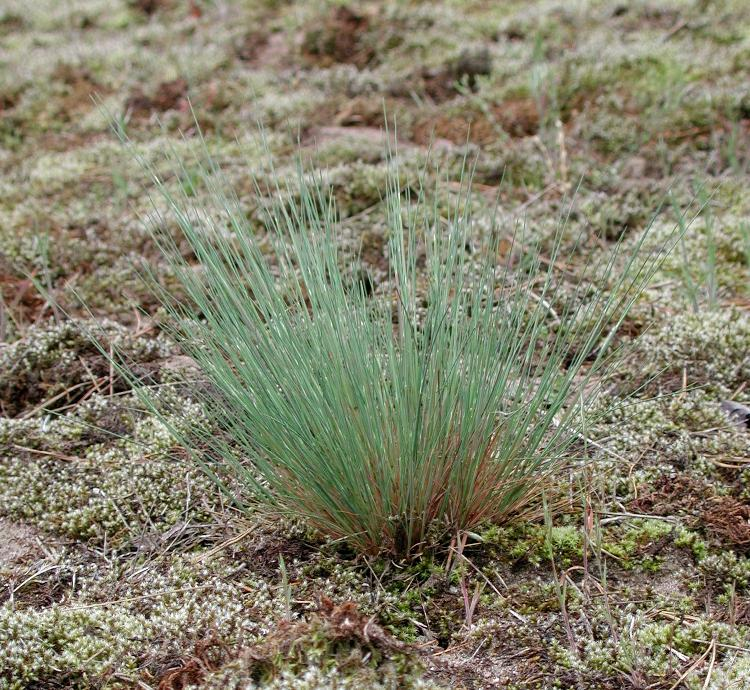
Silbergras
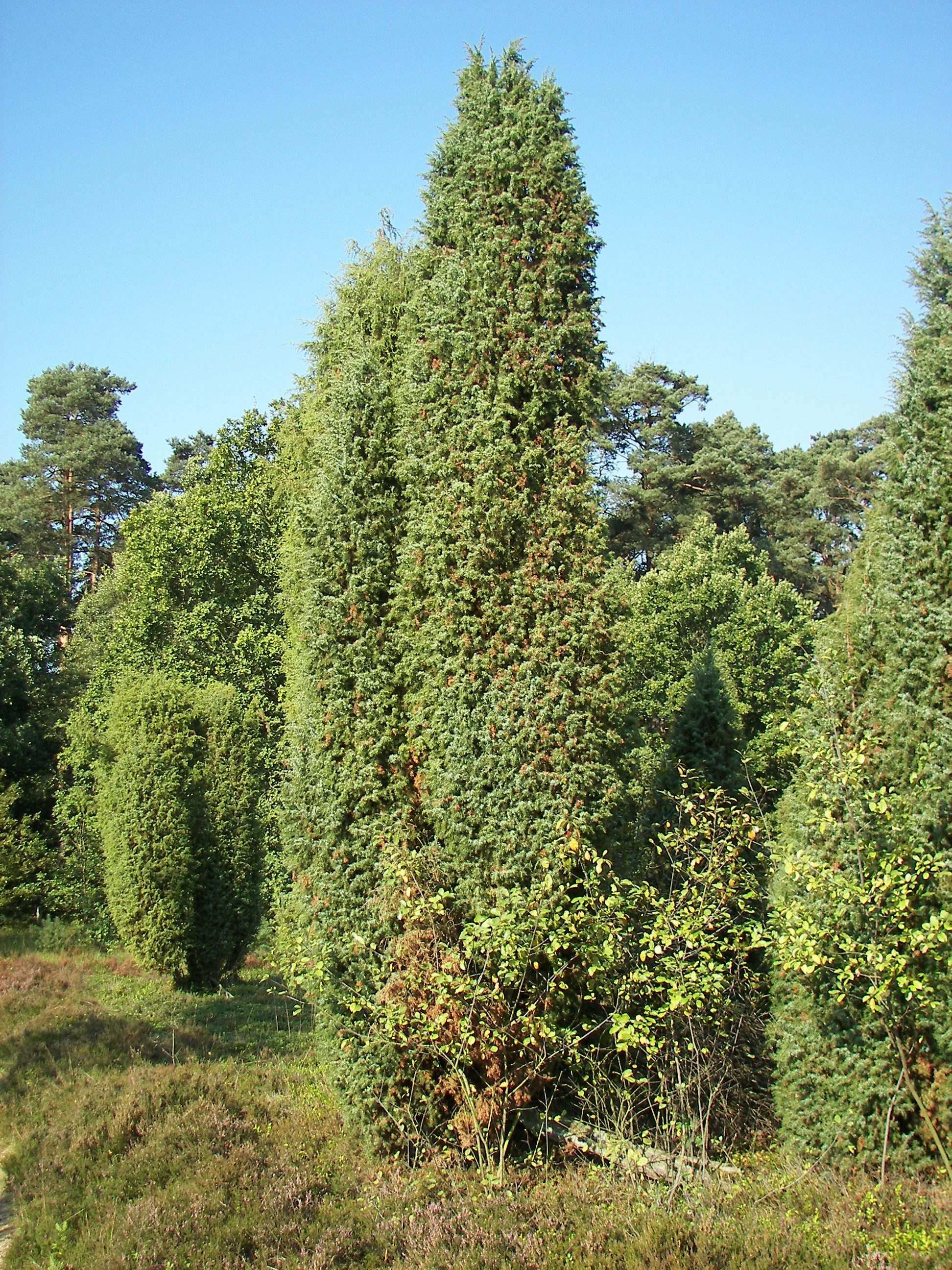
Wacholder

Die Förderung dieser Dünenbereiche mit den wacholder- und beerenreichen Heiden und des aus der Niederwaldwirtschaft hervorgegangenen Waldes wird besonders angestrebt.

## Andere Schutzgebiete
Das Naturschutzgebiet ist flächenmäßig identisch mit dem FFH-Gebiet 267 „Windelberg“.